# 伯尔德兰
伯尔德兰是德国萨克森-安哈尔特州的一个市镇。总面积92.17平方公里，总人口8044人，其中男性4027人，女性4017人（2011年12月31日），人口密度87人/平方公里。